# Мотова (водосховище)
Мотова (Môťová) — водосховище на річці Слатина; місце розташування — округ Зволен.
Площа 0,61 км2. Збудовано на річці Слатина в 1950-х роках. Впадає потік Секєр. Розташоване біля міста Зволен.